# Visokoeksplozivni protitankovski projektil
Visokoeksplozivni protitankovski projektil (ang. high-explosive anti-tank - HEAT) je tip protioklepnega streliva, ki uporablja posebej oblikovan eksplozivni naboj. Ta naboj preko Munroe-jevega efekta ustvari visokohitrostni curek kovine, ki je zmožen prebiti trden oklep.
Oblikovane eksplozivne naboje je promoviral švicarski izumitelj Henry Mohaupt že pred 2. Svetovno vojno. Svoj izum je pokazal Britancem in Francizem, potem so ga povabili v ZDA, kjer je delal na projektu Bazooka, ki je bilo eno izmed prvih orožij z oblikovanim nabojem. Oblikovane naboje so razvijali tudi Nemci Cranz, Schardin in Thomanek, zato je težko definirati kdo je bil izumitelj. Nemci so prvi uporabili te naboje v voni in sicer na utrdbi Eben Emael 10. maja 1940. 
V srednjih 1940-ih so Nemci uporabili HEAT projektil na 75 mm topu tanka Panzer IV in samovoznem topu Stug III. Leta 1941 so Nemci začeli s proizvodnjo pušičnih granat Gewehr-Panzergranate 40, 46 in 61, ki so jih uporabljali padalci. Leta 1943 so se pojavili Püppchen, Panzerschreck in Panzerfaust, ki so omogočili pehoti uničenje tankov. 
Prvi britanski HEAT je bil pušična granata No. 68 AT Grenade, ki nja bi bilo prvo HEAT orožje. Leta 1943 so razvili PIAT.